# James Reese Europe
James Reese Europe (Mobile, 22 februari 1880 - Boston, 9 mei 1919), ook bekend als Jim Europe, was een Amerikaanse ragtime bandleider, arrangeur en componist. Door Eubie Blake werd hij de "Martin Luther King van de muziek" genoemd.

## Biografie
James Reese Europe werd in Mobile (Alabama) geboren als kind van Henry J. en Loraine Europe. Op tienjarige leeftijd verhuisde zijn familie naar Washington D.C. en in 1904 verhuisde hij naar New York. In 1910 organiseerde hij de Clef Club, een genootschap voor Afro-Amerikanen in de muziekindustrie. Twee jaar later speelde de band al in Carnegie Hall waar zij een protovorm van jazz ten gehore brachten. In 1913 en 1914 maakte de band een paar grammofoonplaten bij de Victor Talking Machine Company.
Tijdens de Eerste Wereldoorlog kreeg Europe een commissie in de New York Army National Guard als luitenant bij het 369th Infantry Regiment. Bij dit regiment ging hij de band van het regiment leiden en in februari en maart 1918 speelden hij en de band voor de Amerikaanse, Franse en Britse troepen, maar ook voor de burgers aan het front.
In 1919 keerde Europe terug naar Amerika en maakte hij opnames voor Pathé Records waar hij samenwerkte met Noble Sissle en Eubie Blake. Op 9 mei 1919 trad hij voor de laatste keer op, in Boston. Na dit optreden kreeg hij ruzie met een van zijn drummers die hem daarbij met een mes in zijn nek stak. In het ziekenhuis overleed hij vervolgens aan zijn verwondingen.
James Reese Europe ligt begraven op het Arlington National Cemetery.

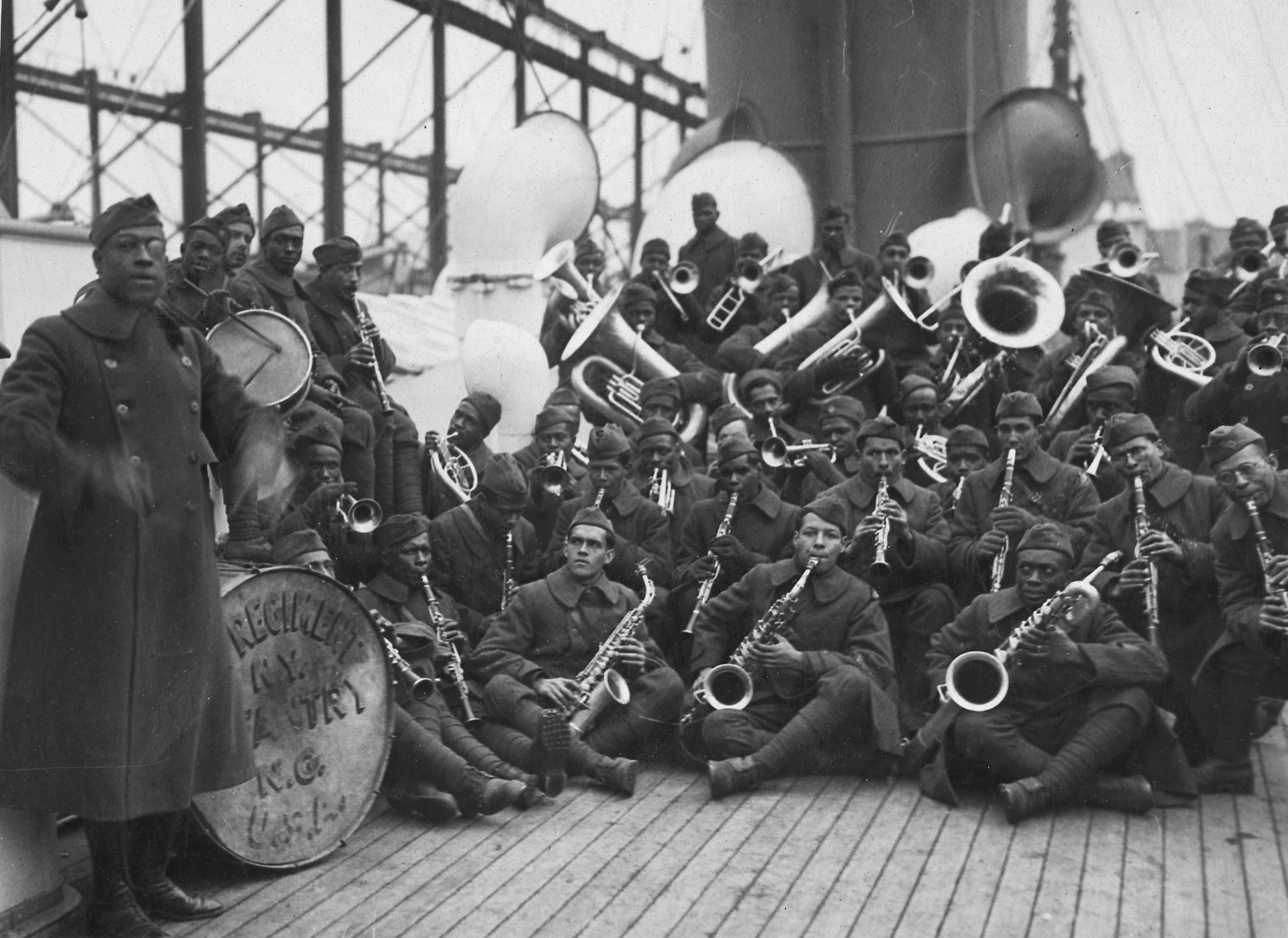
James Reese Europe met zijn regimentsband op de SS Stockholm

- Bibsys: 46653
- Bibliothèque nationale de France: cb14017402d (data)
- Gemeinsame Normdatei: 119278898
- International Standard Name Identifier: 0000 0000 0682 1978
- Library of Congress Control Number: n82063334
- MusicBrainz: b9bf120b-4fa8-42f9-aae3-594834384806
- Nationale bibliotheek van Australië: 49864406
- Nationale Bibliotheek van Israël: 987007447479005171
- Nederlandse Thesaurus van Auteursnamen: 338701540
- Réseau des bibliothèques de Suisse occidentale: 02-A018774367
- Istituto Centrale per il Catalogo Unico: CUBV061015
- SNAC: w68k86wb
- Système universitaire de documentation: 231537700
- Trove: 1528120
- Virtual International Authority File: 11189440
- WorldCat: E39PBJj4rjmpDPjPVfTcQxqhHC